# Файяд, Махмуд
Махмуд Шаабан Абдалла Файяд (араб. محمود شعبان عبدالله فياض‎, 9 марта 1925, Александрия — 18 декабря 2002, Александрия) — египетский тяжелоатлет. Олимпийский чемпион 1948 года, двукратный чемпион мира 1949 и 1950 годов, серебряный призёр чемпионата мира 1946 года.

## Биография
Махмуд Файяд родился 9 марта 1925 года в египетском городе Александрия.
Выступал в соревнованиях по тяжёлой атлетике за клуб «Терсана» из Эль-Гизы.
В 1946 году завоевал серебряную медаль на чемпионате мира в Париже в весовой категории до 60 кг, подняв в троеборье 317,5 кг, уступив 2,5 кг Арвиду Андерссону из Швеции.
В 1948 году вошёл в состав сборной Египта на летних Олимпийских играх в Лондоне. Выступал в весовой категории до 60 кг и завоевал золотую медаль, подняв в троеборье 332,5 кг (105 кг в рывке, 135 кг в толчке, 92,5 кг в жиме). По ходу выступления установил восемь олимпийских рекордов (три в рывке, по два в толчке и сумме троеборья, один в жиме). Пять из них были мировыми, а два (в толчке и сумме троеборья) остались действующими по итогам турнира.
Впоследствии дважды завоёвывал золотые медали чемпионата мира — в 1949 году в Схевенингене (332,5 кг) и в 1950 году в Париже (327,5 кг).
Претендовал на участие в летних Олимпийских играх 1952 года, однако Федерация тяжёлой атлетики Египта по политическим причинам определила, что ряд чемпионов страны, в том числе Файяд, были профессионалами и не могут выступать на Олимпиаде. После этого Файяд завершил выступления.
Умер 18 октября 2002 года в Александрии.